# شرق هام (محطة مترو أنفاق لندن)
شرق هام (بالإنجليزية: East Ham) هي إحدى محطات مترو أنفاق لندن. تقع على خط ديستريكت وهامرسميث وسيتي أفتتحت في المنطقة (Zone) رقم 3 و4 أفتتحت في 1858، 1902.

## معرض صور

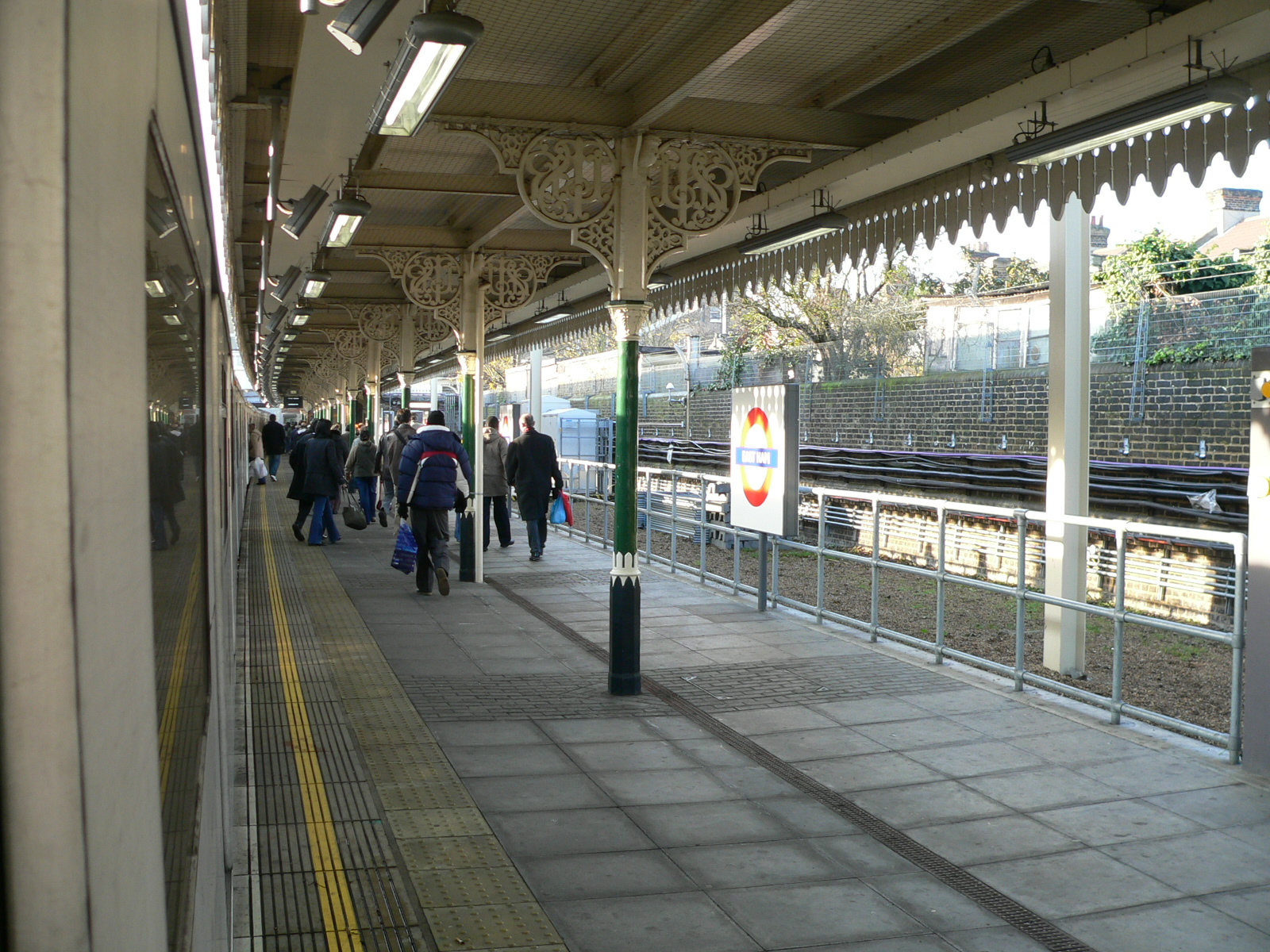
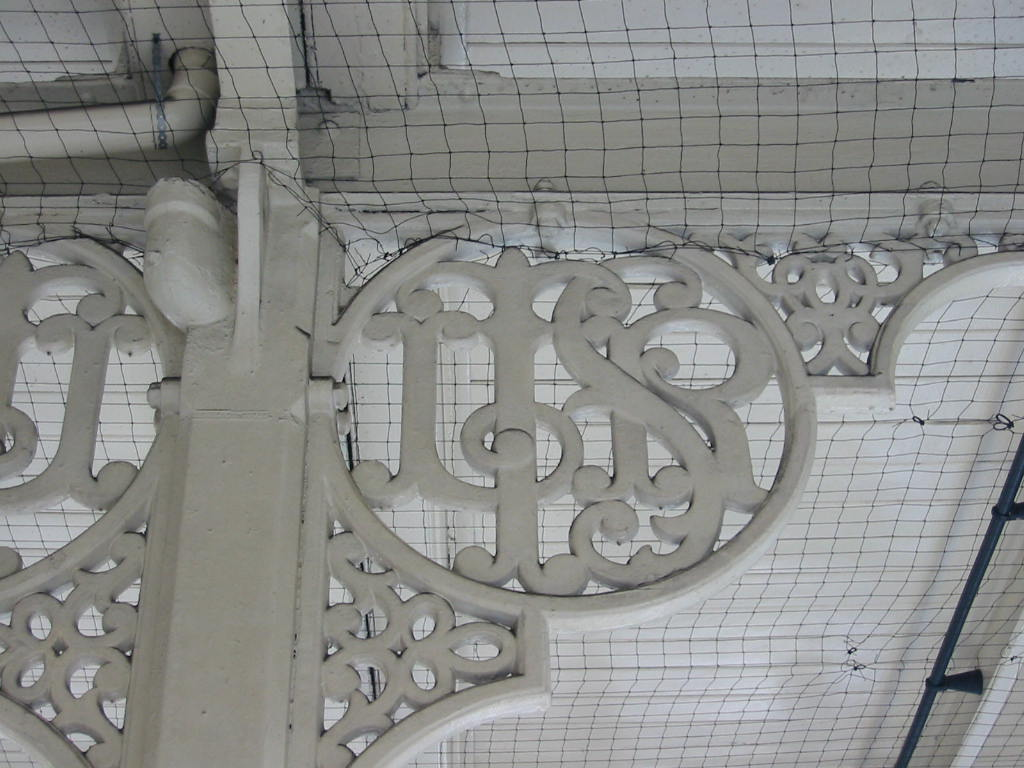
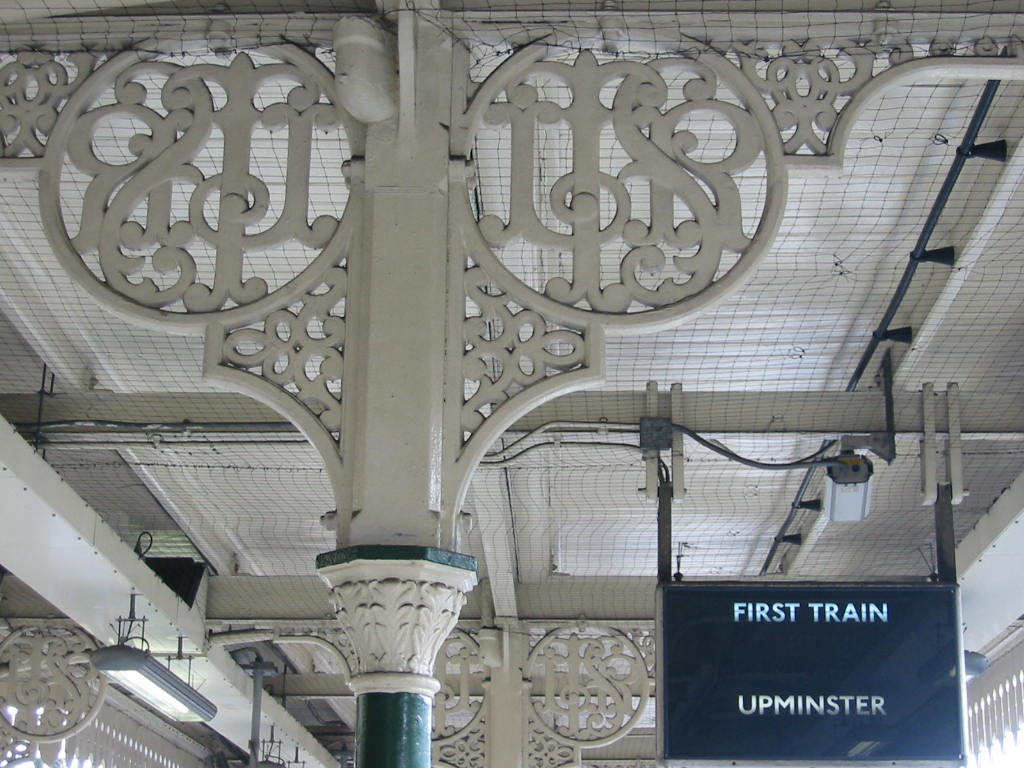